# Batalha de Carentan
A Batalha de Carentan foi travada entre tropas americanas lideradas por unidades aerotransportadas contra forças da Wehrmacht (exército alemão) no contexto da Batalha da Normandia da Segunda Guerra Mundial.
O objetivo das forças americanas atacantes era a consolidação das cabeças de praia de Utah e Omaha, e o estabelecimento de uma linha defensiva contínua contra os esperados contra-ataques alemães. A força alemã defensora tentou manter a cidade por tempo suficiente para permitir que reforços vindos do sul chegassem, impedissem ou atrasassem a fusão dos alojamentos e impedissem que o Primeiro Exército dos Estados Unidos lançasse um ataque em direção a Lessay-Périers que cortaria a Península de Cotentin.
Carentan foi defendida por dois batalhões do Fallschirmjäger (6º Regimento de Paraquedistas) da 2ª Fallschirmjäger-Division. A 17ª Divisão Panzergrenadier SS, ordenada a reforçar Carentan, foi atrasada por escassez de transporte e ataques de aeronaves aliadas. A 101.ª Divisão Aerotransportada atacante, desembarcou pelo ar em 6 de junho como parte dos desembarques aerotransportados americanos na Normandia, recebeu ordens de tomar o controle de Carentan.
Na batalha que se seguiu, a 101.ª Divisão Aerotransportada forçou a passagem pela calçada para Carentan em 10 e 11 de junho. A falta de munição forçou as forças alemãs a se retirarem em 12 de junho. A 17ª Divisão SS PzG contra-atacou a 101.ª Aerotransportada em 13 de junho no flanco oeste da cidade. Inicialmente bem-sucedido, seu ataque foi repelido pelo Comando de Combate A (CCA) da 2ª Divisão Blindada dos Estados Unidos.

## Contexto

Mapa do esquema de ataque nos arredores da cidade. A Praia de Utah se encontra ao norte, enquanto Omaha se encontra a nordeste, do outro lado do estuário do Rio Douve. Unir o caminho das duas praias era necessário para manter uma linha de defesa diante de esperados contra-ataques alemães. Para isso, tomar Carentan foi um dos principais objetivos das forças aerotransportadas americanas.

O objetivo do ataque por parte do exército americano era consolidar as cabeças de praia (especialmente nas praias de Utah e Omaha) e estabelecer uma linha de defesa contínua contra possíveis contra-ataques alemães. Os soldados alemães tentaram resistir na cidade tempo suficiente para a chegada de reforços que vinham do sul, que pretendiam evitar ou atrasar a chegada do 1º Exército Americano que, por sua vez, pretendia se unir as tropas Aliadas ainda nas praias. Os alemães queriam impedir que estes marchassem juntos até Lessay-Périers, o que isolaria as forças da Wehrmacht na península do Cotentin.
Quando a 101ª Divisão Aerotransportada entrou na cidade de Carentan em 12 de junho de 1944, após intensos combates em arredores nos dois dias anteriores, eles encontraram uma resistência relativamente leve. A maior parte dos defensores alemães sobreviventes (do 6º Regimento Fallschirmjäger) havia se retirado para o sudoeste na noite anterior após um pesado bombardeio naval e de artilharia dos Aliados. Ambos os lados perceberam a importância da cidade: para os americanos, era um elo entre a Praia de Utah e a Praia de Omaha, e forneceria uma base para os Aliados lançarem novos ataques mais profundos na França ocupada pelos alemães. Para os alemães, recapturar Carentan seria o primeiro passo para abrir uma barreira entre as duas praias de desembarque americano, interrompendo severamente e possivelmente até repelindo a invasão aliada.

## Batalha

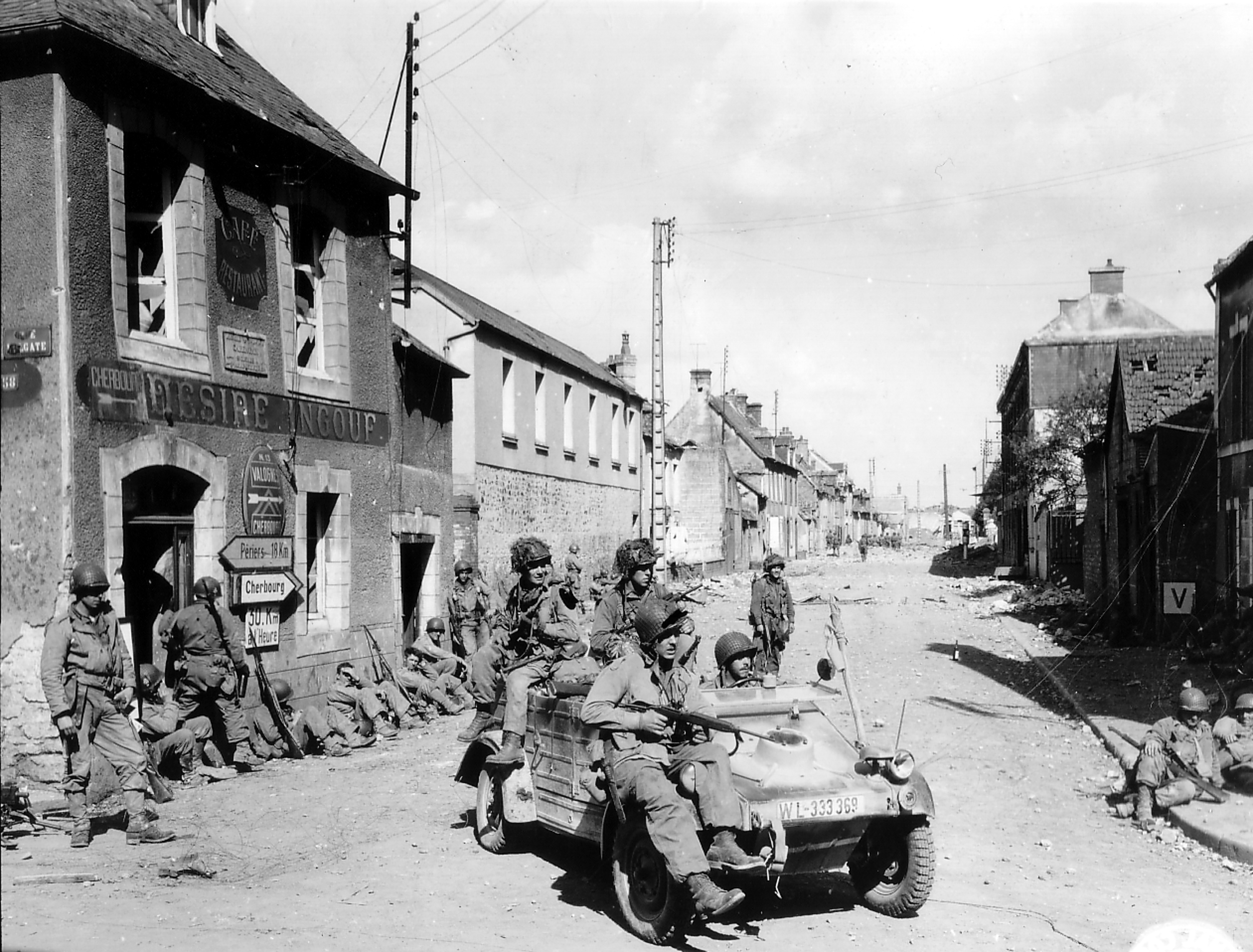
Paraquedistas americanos em um jipe capturado Kubelwagen em Carentan, enquanto outros soldados descansam, encostados em uma casa.

Carentan foi tomada após cinco dias de intensos combates pelas ruas da cidade. Os reforços alemães foram atrasados devido aos ataques aéreos dos Aliados. A 101ª Divisão Aerotransportada dos Estados Unidos liderou a ofensiva. Os defensores alemães, formados principalmente também por paraquedistas Fallschirmjäger, tentaram resistir mas acabaram sucumbindo devido a inferioridade numérica. Valendo-se de sua mobilidade, os paraquedistas americanos abriam caminho pela periferia de Carentan nos dias 10 e 11 de junho. Em 12 de junho, as tropas alemãs já começavam a recuar, principalmente devido a falta de munição. Os alemães recuaram para a região rural e arborizada de Manoir de Donville a sudoeste da cidade, fora do perímetro urbano. Em 13 de junho, a 17ª Divisão de Panzers da SS tentou contra-atacar as posições americanas na base da "Colina 30" na batalha que ficou conhecida como Bloody Gulch, investindo contra o perímetro defensivo com alguns tanques e unidades de infantaria. Apesar do sucesso inicial, os militares alemães tiveram de recuar quando a 2ª Divisão blindada americana chegou para reforçar o perímetro.

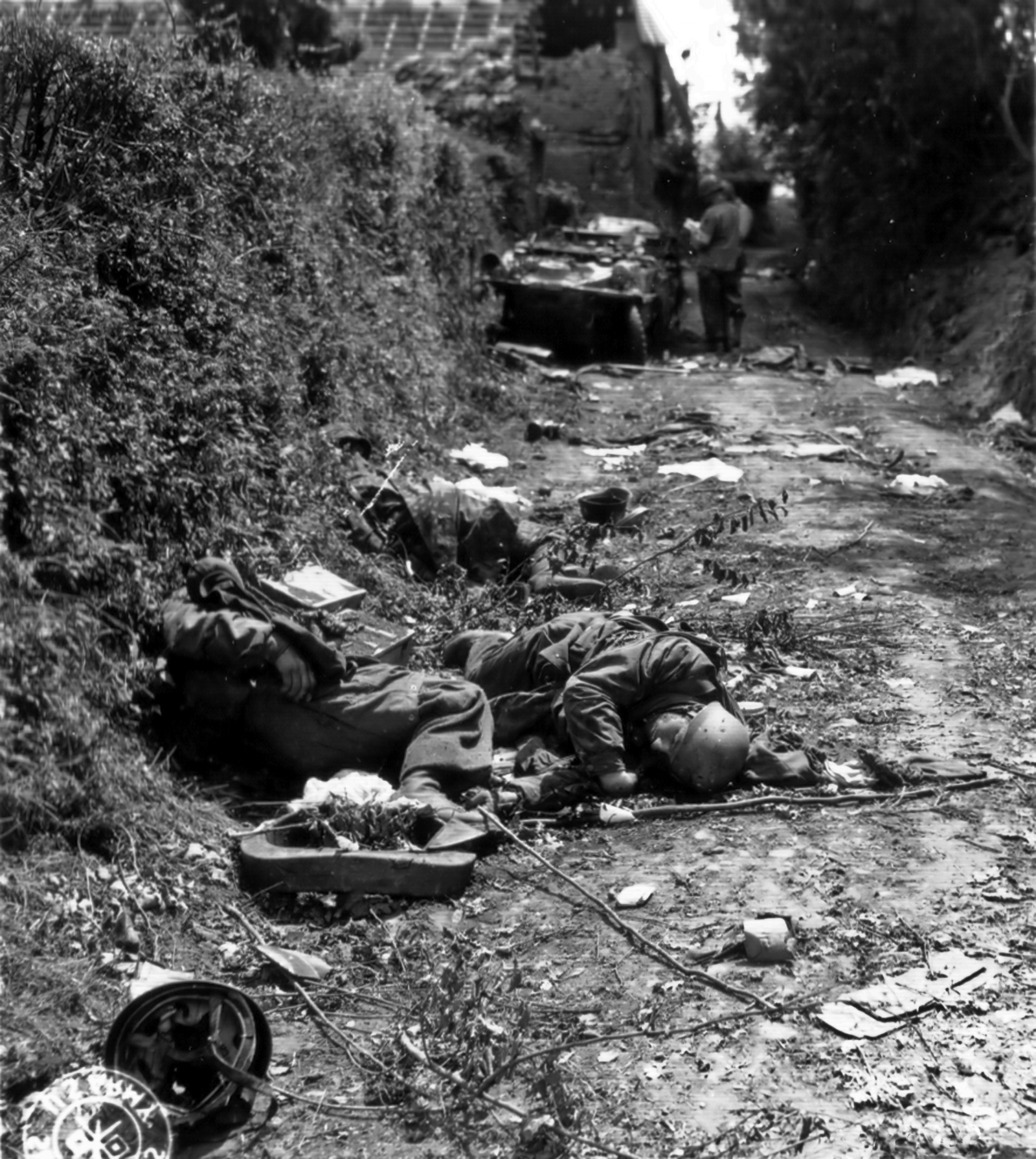
Soldados americanos inspecionam um comboio e corpos de soldados alemães após os combates nas cercanias da cidade.

Em 15 de junho, a cidade de Carentan e boa parte das regiões vizinhas já estavam em mãos Aliadas. Ambos os lados sofreram pesadas baixas durante esta batalha.